# Polizeiruf 110: Amoklauf
Amoklauf ist ein deutscher Kriminalfilm von Wolfgang Hübner aus dem Jahr 1988. Der Fernsehfilm erschien als 120. Folge der Filmreihe Polizeiruf 110.

## Handlung
Hauptmann Peter Fuchs ermittelt im Rahmen eines Verkehrsunfalls. Ein Kleinwagen stieß auf einer Brücke mit einem Lkw zusammen, nachdem sich ein Rad gelöst hatte. Es stellt sich heraus, dass der 14-jährige Junge Markus Seifert und sein etwas älterer Freund Jürgen Gruber die Radmuttern gelockert haben. Sie wollten ihrem ungeliebten Nachbarn Huber eine Lektion erteilen, hatte sich der Journalist doch mehrfach über den Lärm Jürgens beschwert. Huber erleidet einen Beinbruch und wird drei Monate für die Rekonvaleszenz brauchen.
Jürgen Gruber nimmt mit seinen Eltern Hermann und Hilde am Nachmittag des Unfalltags an der Beerdigung seines Großvaters teil. Zur Trauerfeier ist auch Hermanns Bruder Siegfried mit seiner Frau Waltraud erschienen. Die Brüder verstehen sich nicht, hat Siegfried doch im Gegensatz zu seinem Bruder nicht wie der Vater den Fleischerberuf ergriffen, sondern studiert. Er arbeitet als Ingenieur, was Hermann immer wieder zum Vorwurf führt, dass sich sein Bruder die Finger nicht schmutzig machen will. Im Laufe der Trauerfeier betrinkt sich Hermann exzessiv und beginnt, mit den Taten des Vaters während des Zweiten Weltkriegs zu prahlen. Peinlich berührt verabschieden sich die meisten Gäste. Bruder Siegfried und Frau gehen ebenfalls. Hermann, der mit Sohn Jürgen weitergetrunken hat, will sich nun hinters Steuer setzen und die Familie nach Hause fahren. Hilde weigert sich, in das Auto einzusteigen und beginnt, nach Hause zu laufen. Hermann zwingt sie schließlich, doch mitzufahren.
Die Tour erweist sich als länger als gedacht. Hermann fährt in der Dämmerung mit überhöhter Geschwindigkeit ohne Licht und rast schließlich an Peter Fuchs’ Auto vorbei. Als der ihn anhalten will, überfährt Hermann eine rote Ampel, woraufhin Peter Fuchs eine Fahndung einleiten lässt. Hermann wiederum verfährt sich in der Stadt und tauscht mit seinem ebenfalls angetrunkenen Sohn die Plätze. Jürgen hat nur einen Motorradführerschein, setzt sich jedoch gegen den Willen seiner Mutter hinters Steuer. Die Irrfahrt der Familie sorgt für immer mehr Zwischenfälle und mehrere Unfälle. Im Wagen fallen die Masken, und die stets unterdrückte Hilde berichtet ihrem Sohn, dass sein Vater egozentrisch ist, stets andere unterdrückt hat, und sie sich schon längst von ihm hätte scheiden lassen, wenn nicht er, Jürgen, gewesen wäre. Jürgen, und später wieder Hermann, durchbrechen auf der Flucht Polizeisperren und fahren Polizisten um. Über Umwege versucht Hermann schließlich, nach Hause zu kommen, wobei er einen Radfahrer anfährt, der schließlich auf dem Weg ins Krankenhaus verstirbt. Hermann ist das Ziel bald egal, er will der Polizei nur noch beweisen, dass sie ihn nicht kriegen kann. Die Amokfahrt endet schließlich in einem Dorf. Hermann überfährt eine Nagelsperre, und der Wagen kommt auf dem Dorfplatz zum Stehen. Per Lautsprecher wird Hermann zum Aussteigen aufgefordert. Es ist Hilde, die nervlich am Ende aus dem Wagen flieht und von Sanitätern in Empfang genommen wird. Erst Peter Fuchs bringt Hermann dazu, auszusteigen. Der tut naiv und behauptet, es sei doch nichts geschehen und niemand zu Tode gekommen. Dann werden Hermann und Jürgen abgeführt.

## Produktion
Amoklauf wurde vom 15. Oktober bis 15. Dezember 1987 in Berlin, Potsdam, Mittenwalde und Belzig gedreht. Die Kostüme des Films schuf Ines Fritsche, die Filmbauten stammen von Heike Bauersfeld. Der Film erlebte am 26. Juni 1988 im 1. Programm des Fernsehens der DDR seine Premiere. Die Zuschauerbeteiligung lag bei 46,3 Prozent.
Es war die 120. Folge der Filmreihe Polizeiruf 110. Hauptmann Peter Fuchs ermittelte in seinem 72. Fall.
Beim Trauergottesdienst findet das vertonte Gedicht „Geht nun hin und grabt mein Grab“ von Ernst Moritz Arndt Verwendung.